# Nise: O Coração da Loucura
Nise - O Coração da Loucura é um filme brasileiro longa metragem de 2016 dirigido por Roberto Berliner. Resultado de 13 anos de ampla pesquisa, é baseado em um momento da vida da  psiquiatra Nise da Silveira, pioneira da terapia ocupacional no Brasil.
Além de Glória Pires no papel principal, o  elenco  também conta com: Fabrício Boliveira, Fernando Eiras, Perfeito Fortuna, Roberta Rodrigues, Augusto Madeira, Simone Mazzer, Zé Carlos Machado, Tadeu Aguiar, entre outros.

## Sinopse
Ao sair da prisão, a doutora Nise da Silveira volta aos trabalhos num hospital psiquiátrico no subúrbio do Rio de Janeiro e se recusa a empregar o eletrochoque e a lobotomia no tratamento dos esquizofrênicos. Isolada pelos médicos, resta a ela assumir o abandonado Setor de Terapia Ocupacional, onde dá início a uma revolução regida por amor, arte e loucura.

## Elenco
- Glória Pires como Dra. Nise da Silveira
- Fabrício Boliveira como Fernando Diniz
- Simone Mazzer como Adelina Gomes
- Roney Villela como Lúcio Noeman
- Julio Adrião como Carlos Pertuis
- Claudio Jaborandy como Emygdio de Barros
- Zé Carlos Machado como Dr. Nelson
- Flávio Bauraqui como Octávio Ignacio
- Bernardo Marinho como Raphael Domingues
- Roberta Rodrigues como Dona Ivone Lara
- Augusto Madeira como Lima
- Georgiana Góes como Marta
- Fernando Eiras como Mário Magalhães
- Felipe Rocha como Almir
- Charles Fricks como Mário Pedrosa
- Michel Bercovitch como Dr. César
- Tadeu Aguiar como Dr. Mourão
- Perfeito Fortuna como Aurélio
- Zezeh Barbosa como Carmem
- Luciana Fregolente como Eugênia
- Pedro Kosovski como Dr. Letier
- Eliane Costa como Leila

## Produção
Segundo o diretor Roberto Berliner, a ideia de Nise - O Coração da Loucura veio de Bernardo Horta, irmão do diretor de fotografia do filme, André Horta. André começou a organizar parte da escrita do filme, depois passou o projeto para Berliner em 2003. Ao todo, as pesquisas para o filme demoraram 13 anos.

## Lançamento
O filme foi lançado ao longo de 3 anos em diferentes partes do mundo. Em 2015, foi lançado no Japão. Ao longo de 2016, foi lançado na Suécia, França, Brasil e Holanda. Em 2017, foi lançado nos Estados Unidos pela Outsider Pictures e Strand Releasing. Em 2018, foi lançado para telas selecionadas (cerca de 600) na China Continental de 5 de janeiro a 4 de fevereiro.

## Recepção

### Resposta crítica
De acordo com o Rotten Tomatoes, Nise recebeu críticas geralmente positivas com uma avaliação de 86%. Neil Genzlinger do The New York Times chamou de "um drama hipnotizante", Daphne Howland do The Village Voice escreveu "os retratos dos atores ... soam verdadeiros",  Jonathan Holland do The Hollywood Reporter disse "comovente, mas não sentimental",  e JR Jones do Chicago Reader escreveu que "tem seus momentos poderosos, mas ... se transforma em uma luta em preto e branco entre uma mulher carinhosa e iluminada e um grupo de durões homens de coração, ignorantes."

### Prêmios e indicações
| Ano  | Premiação                           | Categoria                           | Nomeações                     | Resultado | Ref. |
| ---- | ----------------------------------- | ----------------------------------- | ----------------------------- | --------- | ---- |
| 2015 | Festival de Cinema do Rio           | Prêmio da Audiência de Melhor Filme | Roberto Berliner              | Venceu    |      |
| 2015 | Tokyo International Film Festival   | Grande Prêmio de Melhor Filme       | Grande Prêmio de Melhor Filme | Venceu    |      |
| 2015 | Tokyo International Film Festival   | Melhor Atriz                        | Glória Pires                  | Venceu    |      |
| 2017 | Grande Prêmio do Cinema Brasileiro  | Melhor Filme                        | Melhor Filme                  | Indicado  |      |
| 2017 | Grande Prêmio do Cinema Brasileiro  | Melhor Atriz                        | Glória Pires                  | Indicado  |      |
| 2017 | Grande Prêmio do Cinema Brasileiro  | Melhor Ator Coadjuvante             | Flávio Bauraqui               | Venceu    |      |
| 2017 | Grande Prêmio do Cinema Brasileiro  | Melhor Fotografia                   | André Horta                   | Indicado  |      |
| 2017 | Grande Prêmio do Cinema Brasileiro  | Melhor Direção de Arte              | Marcos Flaksman               | Indicado  |      |
| 2017 | Grande Prêmio do Cinema Brasileiro  | Melhor Figurino                     | Cristina Kangussu             | Indicado  |      |
| 2017 | Grande Prêmio do Cinema Brasileiro  | Melhor Trilha Sonora                | Jaques Morelenbaum            | Indicado  |      |
| 2017 | Prêmio Guarani de Cinema Brasileiro | Melhor Atriz                        | Glória Pires                  | Indicado  |      |
| 2017 | Prêmio Guarani de Cinema Brasileiro | Melhor Ator Coadjuvante             | Fabrício Boliveira            | Indicado  |      |
| 2017 | Prêmio Guarani de Cinema Brasileiro | Melhor Direção de Arte              | Marcos Flaksman               | Indicado  |      |
| 2017 | Prêmio Guarani de Cinema Brasileiro | Melhor Figurino                     | Cristina Kangussu             | Indicado  |      |
| 2017 | Prêmio Guarani de Cinema Brasileiro | Melhor Música                       | Jaques Morelenbaum            | Indicado  |      |